# Terremoto di Pichilemu del 2010
Il terremoto di Pichilemu del 2010 fu un terremoto avvenuto il 11 marzo 2010 alle 14:39 UTC. Il suo epicentro è localizzato nei dintorni della città di Pichilemu, Cile, con una magnitudo di 6,9 della scala Richter.